# Mollina
Mollina é um município da Espanha na província de Málaga, comunidade autónoma da Andaluzia, de área 75 km² com população de 4370 habitantes (2004) e densidade populacional de 52,10 hab/km². Localiza-se na comarca de Antequera.

## Localidades limítrofes
Estas são as localidades que confinam com Mollina:
| Noroeste: La Roda de Andalucía                                                                    | Norte: Alameda e Los Carvajales (Humilladero) | Nordeste: Villanueva de Algaidas             |
| Oeste: Humilladero, Fuente de Piedra e Sierra de Yeguas                                           |                                               | Leste: Cartaojal (Antequera) e Archidona     |
| Sudoeste: Campillos, Colonia de Santa Ana (Antequera), Bobadilla e Bobadilla-Estación (Antequera) | Sul: Antequera                                | Sudeste: Los Llanos de Antequera (Antequera) |

## Demografia
Segundo o censo do Instituto Nacional de Estatística (INE) de 2023, o município tem 5 413 habitantes.
| Variação demográfica do município entre 1991 e 2023 | Variação demográfica do município entre 1991 e 2023 | Variação demográfica do município entre 1991 e 2023 | Variação demográfica do município entre 1991 e 2023 | Variação demográfica do município entre 1991 e 2023 |
| --------------------------------------------------- | --------------------------------------------------- | --------------------------------------------------- | --------------------------------------------------- | --------------------------------------------------- |
| 1991                                                | 1996                                                | 2001                                                | 2004                                                | 2023                                                |
| 3 089                                               | 3 276                                               | 3 485                                               | 3 883                                               | 5 413                                               |